# دنیل برند
دنیل برند (انگلیسی: Daniel Brand; ۴ اوت ۱۹۳۵ – ۱۰ فوریهٔ ۲۰۱۵) کشتی‌گیر اهل ایالات متحده آمریکا بود.